# Leopoldo Augusto da Câmara Lima
Leopoldo Augusto da Câmara Lima, 1.º e único Barão de São Nicolau ComC (Rio Pardo, 9 de julho de 1805 — Rio de Janeiro, 25 de fevereiro de 1881) foi um nobre brasileiro.

## Família
Filho do general João Hipólito de Lima e de sua mulher Maria Benedita Correia da Câmara, filha do 1.º Visconde de Pelotas, era primo do 2.º Visconde de Pelotas., e ambos eram netos de Patrício José Correia da Câmara, 1º e único Barão de Pelotas e 1º Visconde de Pelotas.

## Biografia
Era Veador da Imperatriz Teresa Cristina de Bourbon-Duas Sicílias e Guarda-Mor da Alfândega da Corte, Comendador da Imperial Ordem da Rosa, Comendador da Ordem Militar de Cristo de Portugal, Comendador da Legião de Honra, de França, e Cavaleiro da Imperial Ordem de Cristo.
Agraciado Barão por D. Pedro II do Brasil a 8 de Abril de 1879.

## Casamento e descendência
Casou com Margarida de Castro Delfim Pereira, filha primogénita do 1.º Barão de Sorocaba e de Maria Benedita de Castro Canto e Melo e viúva de António Alves Gomes Barroso.